# Federico Revuelto
Federico Revuelto   (Ciutat de Guatemala, 1883 - segle XX) fou un futbolista guatemalenc de la dècada de 1900.
Va ser jugador del Reial Madird des de la fundació del club el 1902 i 1912.
Fou campió de Copa els anys 1905, 1906, 1907 i 1908.
També fou directiu del club i president interí l'any 1913.